# Atractotomus mitla
Atractotomus mitla är en insektsart som beskrevs av Stonedahl 1990. Atractotomus mitla ingår i släktet Atractotomus och familjen ängsskinnbaggar. Inga underarter finns listade i Catalogue of Life.